# Nicolai Boilesen
Nicolai Møller Boilesen (født 16. februar 1992 i Ballerup) er en dansk tidligere fodboldspiller, der spillede for F.C. København. Han spillede i perioden 2010-16 for Ajax Amsterdam. Han fik sit gennembrud på Ajax' førstehold i foråret 2011, hvor han kom til at spille flere betydningsfulde kampe og blandt andet blev anfører. I august 2016 skiftede han til F.C. København.

## Klubkarriere

### Ungdom
Boilesen fik sin fodboldopdragelse i Lille Hema IF, Skovlunde IF og Brøndby IF, hvorfra han blev hentet til Ajax's ungdomsafdeling i 2010. Kort efter erklærede han i et interview med Tipsbladet at Brøndby var hans klub i Danmark.
| Citat                           | "Brøndby og jeg har ikke noget udestående. Jeg føler det samme for Brøndby, som jeg gjorde inden jeg tog afsted. Det er min klub i Danmark." | Citat |
| Nicolai Boilesen til Tipsbladet | |       |

### Ajax
Han fik sin debut for førsteholdet den 3. april 2011, hvor han afløste Daley Blind, der havde beskadiget et ledbånd. I debutkampen lagde han op til et mål i 3-0 sejren over Heracles og blev kåret til "Man of the Match". Han er blevet sammenlignet med Brøndbys Daniel Agger. Han opnåede desuden at være anfører i klubben. 
Tiden i Ajax bød på fire hollandske mesterskaber, men endte negativt. I sommeren 2015 sagde Nicolai Boilesen nej tak til et tilbud om at forlænge kontrakten, og som straf sendte Ajax deres danske venstreback ud af førsteholdstruppen. 

### F.C. København
I august 2016 skiftede han på en fri transfer til F.C. København, efter ikke at have spillet for Ajax i over et år.
| Citat                                                | "Der er i mine øjne ingen tvivl om, hvem der er den største klub i Danmark hvad angår det sportslige." | Citat |
| Nicolai Boilesen om F.C. København efter sit skifte. | |       |

Nicolai Boilesen var skadet, da han skrev kontrakt med klubben, og han fik først debut for F.C. København den 23. februar 2017 i en UEFA Europa League kamp mod PFC Ludogorets Razgrad. I de første år af sin tid som spiller i F.C. København spillede Nicolai Boilesen som venstre back, men skiftede herefter til position som midterforsvarer. 
Nicolai Boilesen blev ramt af en række skader i efteråret 2023, og var ude i flere kampe.. Han blev atter skadet i marts 2024 og spillede ikke herefter. Ved udløbet af kontrakten med F.C. København i sommeren 2025 indstillede han karrieren.
Han opnåede 187 kampe for FCK, fordelt på 135 superligakampe, 9 pokalkampe og 43 europæiske kampe.

## Landsholdskarriere
Nicolai Boilesen spillede 48 landskampe for de danske ungdomslandshold og blev udtaget til bruttotruppen for A-landsholdet forud for holdets EM-kvalifikationskamp mod Island i juni 2011, dog uden at få debut.
Han var også med i U21 EM-truppen til turneringen i 2011 i Danmark.
Han startede inde i en testkamp op til slutrunden mod Tyrkiet U/21 6. juni 2011, hvilket også var hans debutkamp for U/21-holdet.
Han fik senere debut for A-landsholdet 10. august samme år imod Skotland.
I marts 2018 blev Nicolai Boilesen igen udtaget til det danske landshold og fik comeback i 1-0 sejren mod Panama den 22. marts, mens han var i startopstilingen mod Chile og spillede hele 0-0 kampen i Aalborg den 27. marts. Han blev udtaget til EM-slutrunden 2020 (afholdt i 2021) og spillede én kamp som indskifter i Danmarks 4-0-sejr over Wales i ottendedelsfinalen.

## Hæder

### Klub
Ajax
- Æresdivisionen (4): 2010-11, 2011-12, 2012-13, 2013-14
- Johan Cruijff Shield (1): 2013

F.C. København
- Superligaen (4): 2016-17, 2018-19, 2021-22 og 2022-23
- DBU Pokalen (2): 2016-17 og 2022-23

### Individuelt
- Årets U/21-fodboldspiller i Danmark: 2011